# ساقی به نور باده برافروز جام ما
غزلی با مطلع «ساقی به نور باده برافروز جام ما»، غزل شمارهٔ ۱۱ از دیوانِ حافظ در تصحیحِ محمد قزوینی و قاسم غنی است.

## در اجراها
قوامی در برنامهٔ شمارهٔ ۲۰۴ از مجموعهٔ برگ سبز این غزل را در دستگاهِ شور اجرا کرده‌است.
گروه پالت نیز در ترک «حافظ» این شعر را اجرا کرده است.